# 斑鰐鯒
斑鱷鯒，為輻鰭魚綱鮋形目牛尾魚科的其中一種。

## 分布
本魚分布於印度西太平洋區，包括南非、巴基斯坦、日本、臺灣、越南、泰國、柬埔寨、印尼、新加坡、馬來西亞、菲律賓、帛琉等海域。

## 深度
本魚屬底棲性魚類，棲息深度在水深10至300公尺。

## 特徵
本魚最上面的前鰓蓋骨棘達到只有大約到鰓蓋邊緣的中點，具眶前骨棘呈現，眶下的脊通常平滑地在眼中的前面1/2之上。眶下骨脊在眼後面的缺乏棘，具間鰓蓋骨蓋，虹膜垂部單一且半圓。體具很多小深色的斑點，從背面延伸到側線下面。有橫過背部5至6深色條紋，但稚魚只可能有一個寬的鞍狀斑橫越在軟背鰭的後面附近。背鰭硬棘9枚；背鰭軟條10至12枚；臀鰭軟條11至12枚，體長可達35公分。

## 生態
本魚喜砂泥質海底，以小魚、甲殼類為食。

## 經濟利用
可作為食用魚。